# Micronavegador

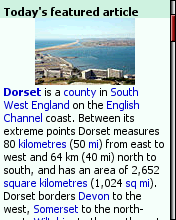
Opera Mini 3 Basic és un navegador web per a mòbils.

Un micronavegador (també conegut com a mininavegador o navegador mòbil) és un navegador web dissenyat per a dispositius de mà com els organitzadors personals o els telèfons mòbils.
Els micronavegadors s'optimitzen per a mostrar el contingut d'Internet de la forma més efectiva possible en les pantalles petites dels dispositius portàtils. També acostumen a tenir unes mides de fitxer menors per a poder acomodar-se millor a les restriccions en la capacitat de memòria i amplada de banda en les xarxes sense fil. Habitualment són versions reduïdes de versions de navegadors web utilitzats en altres dispositius amb més capacitat, però tot i això, actualment molts poden incorporar últimes tecnologies com ara AJAX.

## Micronavegadors en català
Diversos micronavegadors disposen actualment del seu programari en versió catalana. És el cas de Firefox per a mòbils i Opera Mini.
- Firefox per a mòbils.[1]
- Google Chrome for Android.[2]
- Opera Mini.[3]